# Игрита (пещера)
Игрита (рум. Peștera Igrița) — пещера в Трансильвании, в Румынии, на территории коммуны Аштилеу в жудеце Бихор. 
Как сообщает Анри Брёйль, в пещере Игрита найдены многочисленные кости пещерных медведей, по большей части расколотые для извлечения мозга. В пещерных стоянках Игрита и Цикловина расколотые кости пещерных медведей затем использовались в виде различных орудий первобытной техники, для чего они обивались грубыми сколами, то есть тем приёмом, который применялся для изготовления орудий из камня.